# Plan de Ayala, Tecpatán
Plan de Ayala är en ort i Mexiko.   Den ligger i kommunen Tecpatán och delstaten Chiapas, i den sydöstra delen av landet, 600 km öster om huvudstaden Mexico City. Plan de Ayala ligger 191 meter över havet och antalet invånare är 312. Den ligger vid sjön Presa Nezahualcoyotl.
Terrängen runt Plan de Ayala är huvudsakligen kuperad, men österut är den platt. Runt Plan de Ayala är det ganska glesbefolkat, med 40 invånare per kvadratkilometer. Närmaste större samhälle är Felipe Ángeles, 17,0 km norr om Plan de Ayala. 